# Giacomo Balla
Giacomo Balla (født 18. juli 1871, død 1. marts 1958) var en italiensk maler. Balla, der i det væsentlige var autodidakt, blev en af futurismens grundlæggere, og han var med til at udforme de futuristiske maleres første manifest i 1910. Hans berømte billede Hund i snor (1912, Museum of Modern Art, New York) blev med sin analyse af faserne i et bevægelsesforløb et af det futuristiske maleris første afklarede pionerarbejder. Balla malede de følgende år en række af futurismens hovedværker, bl.a. Bil i fart + hastighed + støj (1913, Kunsthaus Zürich), der med sine nonfigurative former bragte ham i nærheden af det genstandsløse maleri. Hans videre bestræbelser i retning af det abstrakte bragte ham efterhånden langt ud over futurismens målsætninger.